# 消滅した郡の一覧
消滅した郡の一覧（しょうめつしたぐんのいちらん）は、日本国内の郡のうち、消滅したものの一覧。年月日は消滅時を、括弧内は消滅した事由を示す。
消滅した郡の都道府県別一覧も参照のこと。

## 江戸時代以前
- 年代不詳 摂津国百済郡 （東成郡及び住吉郡に編入）
- 年代不詳 東山道陸奥国色麻郡 （加美郡に編入）
- 年代不詳 北陸道越後国沼垂郡（蒲原郡に編入）
- 年代不詳 東海道常陸国新治郡（小栗御厨、東郡、中郡、西郡に分割。西郡は更に伊佐郡、関郡に分割）
- 年代不詳 東海道常陸国伊佐郡（詳細不詳）
- 継体天皇まで 豊国三毛郡 （上膳県→上毛郡、下毛郡に分割）
- 年代不詳 西海道筑前国朝座郡 （筑前国上座郡、下座郡に分割）
- 年代不詳 東海道遠江国長田郡 （遠江国長上郡、長下郡に分割）
- 持統朝[1] 西海道筑後国陽咩郡　（筑後国上陽咩郡、下陽咩郡に分割）
- 824年 西海道多禰国能満郡 （大隅国熊毛郡に編入）
- 824年 西海道多禰国益救郡 （大隅国馭謨郡に編入）
- 平安期 東海道尾張国海部郡 （尾張国海西郡、海東郡に分割）
- 年代不詳 東海道遠江国長下郡 （遠江国長上郡、豊田郡に分割編入）
- 年代不詳 山陽道安芸国高宮郡 （安芸国高田郡に編入）
- 年代不詳 山陽道安芸国佐伯郡 （安芸国佐東郡、佐西郡に分割）
- 年代不詳 山陽道安芸国安芸郡 （安芸国安北郡、安南郡に分割）
- 年代不詳 山陽道安芸国沼田郡 （安芸国豊田郡に編入）
- 年代不詳 山陰道因幡国八上郡（八上郡、八東郡に分割）
- 年代不詳 西海道大隅国姶羅郡（大隅国肝属郡に編入）
- 戦国期 東山道出羽国小鹿島郡 （出羽国秋田郡に編入）
- 戦国期 東海道尾張国山田郡 （尾張国春日井郡、愛知郡に分割編入）
- 天正18年（1590年） 東山道陸奥国比内郡 （出羽国秋田郡に編入）
- 江戸期初期 東山道陸奥国鼻和郡・平賀郡・田舎郡 （合併して津軽郡に）
- 寛永11年（1634年） 東山道陸奥国糠部郡（北郡・三戸郡・二戸郡・九戸郡に分割）
- 寛文4年（1664年） 東山道出羽国櫛引郡 （田川郡に編入）
- 元禄15年 (1702年) 東海道常陸国西那珂郡（茨城郡に編入）
- 江戸期 西海道肥後国益城郡 （上益城郡・下益城郡に分割）

## 1868年 - 1895年（明治元年 - 28年）
- 明治11年（1878年） 東山道陸奥国北郡（青森県上北郡・下北郡に分割）
- 明治11年（1878年） 東山道陸奥国津軽郡（青森県北津軽郡・南津軽郡・東津軽郡・西津軽郡・中津軽郡に分割）
- 明治11年（1878年） 東山道陸中国閉伊郡（岩手県北閉伊郡・南閉伊郡・東閉伊郡・西閉伊郡・中閉伊郡に分割）
- 明治11年（1878年） 東山道陸中国磐井郡（岩手県東磐井郡・西磐井郡に分割）
- 明治11年（1878年） 東山道羽後国秋田郡（秋田県北秋田郡・南秋田郡に分割）
- 明治11年（1878年） 東山道羽前国田川郡（山形県東田川郡・西田川郡に分割）
- 明治11年（1878年） 東山道羽前国村山郡（山形県北村山郡・南村山郡・東村山郡・西村山郡に分割）
- 明治11年（1878年） 東山道羽前国置賜郡（山形県東置賜郡・西置賜郡・南置賜郡に分割）
- 明治11年（1878年） 東山道岩代国会津郡（福島県北会津郡・南会津郡に分割）
- 明治11年（1878年） 東山道常陸国茨城郡（茨城県東茨城郡・西茨城郡に分割）
- 明治11年（1878年） 東山道下野国都賀郡（栃木県上都賀郡・下都賀郡に分割）
- 明治11年（1878年） 東山道信濃国佐久郡（長野県北佐久郡・南佐久郡に分割）
- 明治11年（1878年） 東山道信濃国高井郡（長野県上高井郡・下高井郡に分割）
- 明治11年（1878年） 東山道信濃国水内郡（長野県上水内郡・下水内郡に分割）
- 明治11年（1878年） 東山道信濃国伊那郡（長野県上伊那郡・下伊那郡に分割）
- 明治11年（1878年） 東山道信濃国筑摩郡（長野県東筑摩郡・西筑摩郡に分割）
- 明治11年（1878年） 東山道信濃国安曇郡（長野県北安曇郡・南安曇郡に分割）
- 明治11年（1878年） 東山道美濃国石津郡（岐阜県上石津郡・下石津郡に分割）
- 明治11年（1878年） 東山道近江国浅井郡（滋賀県東浅井郡・西浅井郡に分割）
- 明治11年（1878年） 北陸道越後国蒲原郡（新潟県北蒲原郡・南蒲原郡・西蒲原郡・中蒲原郡・新潟区・福島県東蒲原郡に分割）
- 明治11年（1878年） 北陸道越後国魚沼郡（新潟県北魚沼郡・中魚沼郡・南魚沼郡に分割）
- 明治11年（1878年） 北陸道越後国頸城郡（新潟県東頸城郡・中頸城郡・西頸城郡に分割）
- 明治11年（1878年） 北陸道越中国新川郡（富山県上新川郡・下新川郡に分割）
- 明治11年（1878年） 東海道下総国相馬郡（茨城県北相馬郡・千葉県南相馬郡に分割）
- 明治11年（1878年） 東海道下総国葛飾郡（茨城県西葛飾郡・埼玉県中葛飾郡・千葉県東葛飾郡に分割）
- 明治11年（1878年） 東海道武蔵国葛飾郡（埼玉県北葛飾郡・東京府南葛飾郡に分割）
- 明治11年（1878年） 東海道武蔵国埼玉郡（埼玉県北埼玉郡・南埼玉郡に分割）
- 明治11年（1878年） 東海道武蔵国足立郡（埼玉県北足立郡・東京府南足立郡に分割）
- 明治11年（1878年） 東海道武蔵国豊嶋郡（東京府北豊島郡・南豊島郡に分割）
- 明治11年（1878年） 東海道武蔵国多摩郡（東京府東多摩郡・神奈川県北多摩郡・南多摩郡・西多摩郡に分割）
- 明治11年（1878年） 東海道甲斐国都留郡（山梨県北都留郡・南都留郡に分割）
- 明治11年（1878年） 東海道甲斐国山梨郡（山梨県東山梨郡・西山梨郡に分割）
- 明治11年（1878年） 東海道甲斐国八代郡（山梨県東八代郡・西八代郡に分割)
- 明治11年（1878年） 東海道甲斐国巨摩郡（山梨県北巨摩郡・中巨摩郡・南巨摩郡に分割）
- 明治11年（1878年） 東海道三河国設楽郡（愛知県北設楽郡・南設楽郡に分割）
- 明治11年（1878年） 東海道三河国加茂郡（愛知県東加茂郡・西加茂郡に分割）
- 明治11年（1878年） 東海道尾張国春日井郡（愛知県東春日井郡・西春日井郡に分割）
- 明治11年（1878年） 山陰道丹波国桑田郡（京都府北桑田郡・南桑田郡に分割）
- 明治11年（1878年） 南海道紀伊国牟婁郡（三重県北牟婁郡・南牟婁郡・和歌山県東牟婁郡・西牟婁郡に分割）
- 明治11年（1878年） 南海道伊予国浮穴郡（愛媛県上浮穴郡・下浮穴郡に分割）
- 明治11年（1878年） 南海道伊予国宇和郡（愛媛県東宇和郡・西宇和郡・北宇和郡・南宇和郡に分割）
- 明治11年（1878年） 西海道肥前国松浦郡（長崎県東松浦郡・西松浦郡・北松浦郡・南松浦郡に分割）
- 明治11年（1878年） 西海道肥前国彼杵郡（長崎県東彼杵郡・西彼杵郡・長崎区に分割）
- 明治11年（1878年） 西海道肥前国高来郡（長崎県北高来郡・南高来郡に分割）
- 明治11年（1878年） 西海道豊後国国東郡（大分県東国東郡・西国東郡に分割）
- 明治11年（1878年） 西海道豊後国海部郡（大分県北海部郡・南海部郡に分割）
- 明治11年（1878年） 西海道日向国臼杵郡（鹿児島県東臼杵郡・西臼杵郡に分割)
- 明治11年（1878年） 西海道大隅国大隅郡（鹿児島県北大隅郡・南大隅郡に分割）
- 明治11年（1878年） 西海道大隅国囎唹郡（鹿児島県東囎唹郡・西囎唹郡に分割）
- 明治11年（1878年） 西海道薩摩国伊佐郡（鹿児島県北伊佐郡・南伊佐郡に分割）
- 明治14年（1881年07月08日） 北海道釧路国網尻郡（北見国網走郡に編入）
- 明治14年（1881年07月27日） 北海道渡島国津軽郡（福島郡の一部と合併して松前郡に）
- 明治14年（1881年07月27日） 北海道渡島国福島郡（分割して松前郡・上磯郡の一部に）
- 明治16年（1883年05月09日） 鹿児島県諸県郡（鹿児島県よりの割譲に伴い、新設の宮崎県に属する北諸県郡と鹿児島県に残留する南諸県郡に分割）
- 明治17年（1884年） 宮崎県那珂郡（北那珂郡・南那珂郡に分割）
- 明治22年（1889年04月01日） 栃木県寒川郡 （下都賀郡に編入）
- 明治22年（1889年04月01日） 福岡県表糟屋郡・裏糟屋郡（合併して糟屋郡に）

## 1896年（明治29年）
- 1896年02月26日 福岡県仲津郡 （京都郡に編入）
- 1896年02月26日 福岡県築城郡・上毛郡（合併して築上郡に）
- 1896年02月26日 福岡県怡土郡・志摩郡（合併して糸島郡に）
- 1896年02月26日 福岡県御笠郡・席田郡・那珂郡（合併して筑紫郡に）
- 1896年02月26日 福岡県嘉麻郡・穂波郡（合併して嘉穂郡に）
- 1896年02月26日 福岡県上座郡・下座郡・夜須郡（合併して朝倉郡に）
- 1896年02月26日 福岡県上妻郡・下妻郡（生葉郡の一部（星野村）とともに合併して八女郡に）
- 1896年02月26日 福岡県竹野郡（生葉郡の大部分（星野村以外）と合併して浮羽郡に）
- 1896年02月26日 福岡県生葉郡（分割して浮羽郡と八女郡の一部に）
- 1896年02月26日 福岡県御井郡・御原郡・山本郡（合併して三井郡に）
- 1896年03月26日 神奈川県大住郡・淘綾郡 （合併して中郡に）
- 1896年03月26日 佐賀県三根郡・養父郡・基肄郡 （合併して三養基郡に）
- 1896年03月29日 岩手県北九戸郡・南九戸郡 （合併して九戸郡に）
- 1896年03月29日 岩手県北岩手郡・南岩手郡 （合併して岩手郡に）
- 1896年03月29日 岩手県西和賀郡 （東和賀郡の大部分（相去村以外）と合併して和賀郡に）
- 1896年03月29日 岩手県東和賀郡 （分割して和賀郡と胆沢郡の一部に）
- 1896年03月29日 岩手県西閉伊郡・南閉伊郡 （合併して上閉伊郡に）
- 1896年03月29日 岩手県北閉伊郡・中閉伊郡・東閉伊郡 （合併して下閉伊郡に）
- 1896年03月29日 茨城県西葛飾郡（猿島郡に編入）
- 1896年03月29日 茨城県河内郡（分割して稲敷郡と筑波郡の一部に）
- 1896年03月29日 茨城県信太郡（分割して稲敷郡と新治郡の一部に）
- 1896年03月29日 茨城県豊田郡・岡田郡 （結城郡に編入）
- 1896年03月29日 埼玉県高麗郡（入間郡に編入）
- 1896年03月29日 埼玉県新座郡（北足立郡に編入）
- 1896年03月29日 埼玉県幡羅郡・榛沢郡・男衾郡（大里郡に編入）
- 1896年03月29日 埼玉県賀美郡・那珂郡（児玉郡に編入）
- 1896年03月29日 埼玉県横見郡（比企郡に編入）
- 1896年03月29日 埼玉県下総国中葛飾郡（武蔵国北葛飾郡に編入）
- 1896年03月29日 三重県朝明郡 （三重郡に編入）
- 1896年03月29日 三重県河曲郡・奄芸郡 （合併して河芸郡に）
- 1896年03月29日 三重県飯野郡・飯高郡 （合併して飯南郡に）
- 1896年03月29日 三重県阿拝郡・山田郡 （合併して阿山郡に）
- 1896年03月29日 三重県名張郡・伊賀郡 （合併して名賀郡に）
- 1896年03月29日 三重県答志郡・英虞郡 （合併して志摩郡に）
- 1896年03月29日 奈良県添下郡・平群郡 （合併して生駒郡に）
- 1896年03月29日 奈良県広瀬郡・葛下郡 （合併して北葛城郡に）
- 1896年03月29日 奈良県葛上郡・忍海郡 （合併して南葛城郡に）
- 1896年03月29日 奈良県式上郡・式下郡・十市郡 （合併して磯城郡に）
- 1896年03月29日 鳥取県邑美郡・法美郡・岩井郡 （合併して岩美郡に）
- 1896年03月29日 鳥取県八上郡・八東郡・智頭郡 （合併して八頭郡に）
- 1896年03月29日 鳥取県高草郡・気多郡 （合併して気高郡に）
- 1896年03月29日 鳥取県河村郡・久米郡・八橋郡 （合併して東伯郡に）
- 1896年03月29日 鳥取県汗入郡・会見郡 （合併して西伯郡に）
- 1896年03月29日 鹿児島県南諸県郡・東囎唹郡 （合併して囎唹郡に）
- 1896年03月29日 鹿児島県桑原郡・西囎唹郡 （姶良郡に編入）
- 1896年03月29日 鹿児島県南大隅郡 （肝属郡に編入）
- 1896年03月29日 鹿児島県馭謨郡 （熊毛郡に編入）
- 1896年03月29日 鹿児島県大隅国菱刈郡・薩摩国北伊佐郡 （合併して薩摩国伊佐郡に）
- 1896年03月29日 鹿児島県南伊佐郡・甑島郡・高城郡 （薩摩郡に編入）
- 1896年03月29日 鹿児島県阿多郡 （日置郡に編入）
- 1896年03月29日 鹿児島県給黎郡 （分割して川辺郡と揖宿郡の一部に）
- 1896年03月29日 鹿児島県頴娃郡 （給黎郡の一部（喜入村）とともに揖宿郡に編入）
- 1896年03月29日 鹿児島県谿山郡・北大隅郡 （鹿児島郡に編入）
- 1896年04月01日 福島県宇多郡・行方郡（合併して相馬郡に）
- 1896年04月01日 福島県楢葉郡（分割して双葉郡と石城郡の一部に）
- 1896年04月01日 福島県標葉郡（楢葉郡の大部分（川前村以外）と合併して双葉郡に）
- 1896年04月01日 福島県磐城郡・磐前郡・菊多郡（楢葉郡の一部（川前村）とともに合併して石城郡に）
- 1896年04月01日 栃木県梁田郡  （足利郡に編入）
- 1896年04月01日 群馬県佐位郡・那波郡（合併して佐波郡に）
- 1896年04月01日 群馬県北勢多郡 （利根郡に編入）
- 1896年04月01日 群馬県南勢多郡・東群馬郡 （合併して勢多郡に）
- 1896年04月01日 群馬県片岡郡 （西群馬郡の大部分（高山村以外）と合併して群馬郡に）
- 1896年04月01日 群馬県西群馬郡 （分割して群馬郡と吾妻郡の一部に）
- 1896年04月01日 群馬県多胡郡・緑野郡・南甘楽郡 （合併して多野郡に）
- 1896年04月01日 東京府南豊島郡・東多摩郡 （合併して豊多摩郡に）
- 1896年04月01日 新潟県雑太郡・加茂郡・羽茂郡 （合併して佐渡郡に）
- 1896年04月01日 富山県礪波郡（東礪波郡と西礪波郡に分割）
- 1896年04月01日 静岡県君沢郡 （田方郡・賀茂郡の大部分（中川村・仁科村・田子村・宇久須村以外）と合併して田方郡に）
- 1896年04月01日 静岡県那賀郡 （賀茂郡の一部（中川村・仁科村・田子村・宇久須村）と合併して賀茂郡に）
- 1896年04月01日 静岡県有渡郡 （安倍郡に編入）
- 1896年04月01日 静岡県益津郡 （志太郡に編入）
- 1896年04月01日 静岡県佐野郡・城東郡 （合併して小笠郡に）
- 1896年04月01日 静岡県山名郡 （磐田郡に編入）
- 1896年04月01日 静岡県豊田郡 （分割して磐田郡と浜名郡の一部に）
- 1896年04月01日 静岡県敷知郡 （分割して浜名郡と引佐郡の一部に）
- 1896年04月01日 静岡県長上郡 （分割して浜名郡と磐田郡の一部に）
- 1896年04月01日 静岡県麁玉郡 （引佐郡に編入）
- 1896年04月01日 大阪府豊島郡・能勢郡 （合併して豊能郡に）
- 1896年04月01日 大阪府島上郡・島下郡 （合併して三島郡に）
- 1896年04月01日 大阪府住吉郡 （東成郡に編入）
- 1896年04月01日 大阪府交野郡・茨田郡・讃良郡 （合併して北河内郡に）
- 1896年04月01日 大阪府志紀郡 （分割して中河内郡と南河内郡の一部に）
- 1896年04月01日 大阪府若江郡・渋川郡・河内郡・高安郡・大県郡・丹北郡  （志紀郡の一部（三木本村）とともに合併して中河内郡に）
- 1896年04月01日 大阪府石川郡・錦部郡・八上郡・古市郡・安宿部郡・丹南郡 （志紀郡の大部分（三本木村以外）とともに合併して南河内郡に）
- 1896年04月01日 大阪府大鳥郡・和泉郡 （合併して泉北郡に）
- 1896年04月01日 大阪府南郡・日根郡 （合併して泉南郡に）
- 1896年04月01日 兵庫県気多郡・美含郡（城崎郡に編入）
- 1896年04月01日 兵庫県菟原郡・八部郡（武庫郡に編入）
- 1896年04月01日 兵庫県二方郡・七美郡（合併して美方郡に）
- 1896年04月01日 兵庫県揖東郡・揖西郡（合併して揖保郡に）
- 1896年04月01日 兵庫県神東郡・神西郡（多可郡の一部（越知谷村）合併して神崎郡に）
- 1896年04月01日 兵庫県飾東郡・飾西郡（合併して飾磨郡に）
- 1896年04月01日 和歌山県海部郡・名草郡（合併して海草郡に）
- 1896年04月01日 島根県島根郡・秋鹿郡・意宇郡 （合併して八束郡に）
- 1896年04月01日 島根県出雲郡・楯縫郡・神門郡 （合併して簸川郡に）
- 1896年04月01日 山口県見島郡 （阿武郡に編入）
- 1896年04月01日 長崎県石田郡 （壱岐郡に編入）
- 1896年04月01日 熊本県飽田郡・託麻郡 （合併して飽託郡に）
- 1896年04月01日 熊本県山鹿郡・山本郡 （合併して鹿本郡に）
- 1896年04月01日 熊本県合志郡（菊池郡に編入）
- 1896年04月01日 宮崎県北那珂郡（宮崎郡に編入）
- 1896年04月18日 岐阜県中島郡・羽栗郡 （合併して羽島郡に）
- 1896年04月18日 岐阜県多芸郡  （分割して養老郡と安八郡の一部に）
- 1896年04月18日 岐阜県上石津郡  （多芸郡の大部分（多芸島村・上笠村・東大外羽村・西大外羽村・高淵村以外）と合併して養老郡に）
- 1896年04月18日 岐阜県海西郡・下石津郡 （安八郡の一部（今尾町・高田村・三郷村・仏師川村・平原村・土倉村・脇野村・西島村）とともに合併して海津郡に）
- 1896年04月18日 岐阜県各務郡・厚見郡 （方県郡の大部分とともに合併して稲葉郡に）
- 1896年04月18日 岐阜県方県郡 （分割して稲葉郡、本巣郡、山県郡の一部に）
- 1896年04月18日 岐阜県席田郡 （本巣郡、方県郡の一部、大野郡の一部と合併して本巣郡に）
- 1896年04月18日 岐阜県大野郡 （分割して本巣郡と揖斐郡の一部に）
- 1896年04月18日 岐阜県池田郡 （大野郡の一部と合併して揖斐郡に）
- 1896年04月18日 愛媛県周布郡・桑村郡 （合併して周桑郡に）
- 1896年04月18日 愛媛県野間郡 （越智郡に編入）
- 1896年04月18日 愛媛県風早郡・和気郡・久米郡 （下浮穴郡の一部（浮穴村・荏原村・坂本村・南吉井村・拝志村・三内村）とともに温泉郡に編入）
- 1896年04月18日 愛媛県下浮穴郡 （分割して温泉郡と伊予郡のそれぞれ一部に）

## 1897年 - 1912年（明治30年 - 45年）
- 1897年04月01日 千葉県南相馬郡 （東葛飾郡に編入）
- 1897年04月01日 千葉県下埴生郡 （印旛郡に編入）
- 1897年04月01日 千葉県平郡・朝夷郡・長狭郡 （安房郡に編入）
- 1897年04月01日 千葉県望陀郡・周淮郡・天羽郡 （合併して君津郡に）
- 1897年04月01日 千葉県山辺郡・武射郡 （合併して山武郡に）
- 1897年04月01日 千葉県長柄郡・上埴生郡 （合併して長生郡に）
- 1897年04月01日 滋賀県西浅井郡 （伊香郡に編入）
- 1898年10月01日 広島県深津郡・安那郡 （合併して深安郡に）
- 1898年10月01日 広島県芦田郡・品治郡 （合併して芦品郡に）
- 1898年10月01日 広島県三次郡・三谿郡 （合併して双三郡に）
- 1898年10月01日 広島県奴可郡・三上郡・恵蘇郡 （合併して比婆郡に）
- 1898年10月01日 広島県沼田郡・高宮郡 （合併して安佐郡に）
- 1899年03月16日 香川県大内郡・寒川郡（合併して大川郡に）
- 1899年03月16日 香川県三木郡・山田郡（合併して木田郡に）
- 1899年03月16日 香川県阿野郡・鵜足郡（合併して綾歌郡に）
- 1899年03月16日 香川県那珂郡・多度郡（合併して仲多度郡に）
- 1899年03月16日 香川県三野郡・豊田郡（合併して三豊郡に）
- 1900年04月01日 岡山県真島郡・大庭郡 （合併して真庭郡に）
- 1900年04月01日 岡山県西西条郡・西北条郡・東南条郡・東北条郡 （合併して苫田郡に）
- 1900年04月01日 岡山県勝北郡・勝南郡 （合併して勝田郡に）
- 1900年04月01日 岡山県吉野郡 （英田郡に編入）
- 1900年04月01日 岡山県久米北条郡・久米南条郡 （合併して久米郡に）
- 1900年04月01日 岡山県御野郡・津高郡 （合併して御津郡に）
- 1900年04月01日 岡山県赤坂郡・磐梨郡 （合併して赤磐郡に）
- 1900年04月01日 岡山県都宇郡・窪屋郡 （合併して都窪郡に）
- 1900年04月01日 岡山県賀陽郡・下道郡 （合併して吉備郡に）
- 1900年04月01日 岡山県哲多郡 （阿賀郡の大部分（呰部村・中津井村・上水田村・水田村・中井村以外）と合併して阿哲郡に）
- 1900年04月01日 岡山県阿賀郡 （分割して阿哲郡と上房郡の一部に）
- 1906年04月01日 北海道当縁郡（大樹村・歴舟村・当縁村の一部が広尾郡茂寄村と合併して広尾郡茂寄村に、当縁村の一部が十勝郡大津村と合併して十勝郡大津村に）

## 1912年 - 1926年（大正）
- 1913年04月04日 愛知県海東郡・海西郡 （合併して海部郡に）
- 1918年02月01日 北海道室蘭郡（室蘭町・輪西村・千舞鼈村・元室蘭村が合併・区制施行して室蘭区に）
- 1923年04月00日 北海道振別郡（振別村・老門村が択捉郡丹根萌村・内保村、紗那郡留別村と合併して択捉郡留別村に）
- 1925年04月01日 大阪府東成郡（天王寺村・生野村・鶴橋町・中本町・城東村・神路村・小路村・榎本村・鯰江村・榎並町・城北村・古市村・清水村・平野郷町・喜連村・北百済村・南百済村・田辺町・依羅村・墨江村・住吉村・安立町・敷津村・長居村が大阪市に編入）
- 1925年04月01日 大阪府西成郡（伝法町・鷺洲町・歌島村・千船町・稗島町・福村・川北村・中津町・豊崎町・西中島村・豊里村・大道村・中島村・新庄村・北中島村・神津町・玉出町・粉浜村・津守村・今宮町が大阪市に編入）

## 1927年 - 1945年（昭和2 - 20年）
- 1931年04月01日 京都府紀伊郡（上鳥羽村・吉祥院村・深草町・下鳥羽村・横大路村・納所村・堀内村・向島村・竹田村が京都市に編入）
- 1932年10月01日 東京府荏原郡（品川町・大井町・大崎町・荏原町・目黒町・碑衾町・大森町・入新井町・池上町・馬込町・東調布町・羽田町・蒲田町・矢口町・六郷町・世田ヶ谷町・駒沢町・玉川村・松沢村が東京市に編入）
- 1932年10月01日 東京府豊多摩郡（中野町・野方町・杉並町・和田堀町・井荻町・高井戸町・渋谷町・千駄ヶ谷町・代々幡町・淀橋町・大久保町・戸塚町・落合町が東京市に編入）
- 1932年10月01日 東京府北豊島郡（巣鴨町・西巣鴨町・高田町・長崎町・岩淵町・王子町・滝野川町・南千住町・日暮里町・三河島町・尾久町・板橋町・上板橋村・志村・赤塚村・練馬町・上練馬村・中新井村・石神井村・大泉村が東京市に編入）
- 1932年10月01日 東京府南足立郡（千住町・西新井町・梅島町・江北村・舎人村・渕江村・伊興村・東渕江村・綾瀬村・花畑村が東京市に編入）
- 1932年10月01日 東京府南葛飾郡（寺島町・隅田町・吾嬬町・本田町・亀青村・水元村・新宿町・金町・南綾瀬町・奥戸町・小松川町・松江町・小岩町・瑞江村・葛西村・鹿本村・篠崎村・亀戸町・大島町・砂町が東京市に編入）
- 1936年10月01日 神奈川県久良岐郡（金沢町・六浦荘村が横浜市に編入）
- 1938年10月01日 神奈川県橘樹郡（向丘村・宮前村・稲田町・生田村が川崎市に編入）
- 1939年04月01日 神奈川県都筑郡（新田村・川和町・中川村・山内村・中里村・田奈村・新治村・都岡村・二俣川村が横浜市に編入、柿生村・岡上村が川崎市に編入）
- 1940年09月01日 北海道小樽郡（朝里村が小樽市に編入）
- 1940年09月01日 北海道高島郡（高島町が小樽市に編入）

## 1945年 - 1959年（昭和20 - 34年）
- 1948年04月01日 京都府葛野郡（小野郷村・中川村が京都市に編入）
- 1948年06月01日 神奈川県鎌倉郡（大船町が鎌倉市に編入）
- 1948年09月10日 福岡県企救郡（東谷村が小倉市に編入）
- 1949年04月01日 京都府愛宕郡（雲ケ畑村・岩倉村・八瀬村・大原村・静市野村・鞍馬村・花背村・久多村が京都市に編入）
- 1949年06月01日 樺太庁豊栄郡（国家行政組織法の施行により樺太庁が廃止）
- 1949年06月01日 樺太庁大泊郡（国家行政組織法の施行により樺太庁が廃止）
- 1949年06月01日 樺太庁留多加郡（国家行政組織法の施行により樺太庁が廃止）
- 1949年06月01日 樺太庁本斗郡（国家行政組織法の施行により樺太庁が廃止）
- 1949年06月01日 樺太庁真岡郡（国家行政組織法の施行により樺太庁が廃止）
- 1949年06月01日 樺太庁泊居郡（国家行政組織法の施行により樺太庁が廃止）
- 1949年06月01日 樺太庁恵須取郡（国家行政組織法の施行により樺太庁が廃止）
- 1949年06月01日 樺太庁名好郡（国家行政組織法の施行により樺太庁が廃止）
- 1949年06月01日 樺太庁元泊郡（国家行政組織法の施行により樺太庁が廃止）
- 1949年06月01日 樺太庁敷香郡（国家行政組織法の施行により樺太庁が廃止）
- 1951年01月10日 兵庫県明石郡（大久保町・魚住村が明石市に編入）
- 1951年03月01日 京都府宇治郡（東宇治町が久世郡宇治町・槇島村・小倉村・大久保村と合併して宇治市に）
- 1952年04月28日 北海道得撫郡（サンフランシスコ平和条約発効により北千島の施政権を抛棄）
- 1952年04月28日 北海道新知郡（サンフランシスコ平和条約発効により北千島の施政権を抛棄）
- 1952年04月28日 北海道占守郡（サンフランシスコ平和条約発効により北千島の施政権を抛棄）
- 1954年04月01日 富山県氷見郡（神代村・仏生寺村・布勢村・十二町村・速川村・久目村・阿尾村・薮田村・宇波村・女良村が氷見市に編入）
- 1954年04月01日 兵庫県武庫郡（良元村が川辺郡宝塚町と合併して宝塚市に）
- 1954年04月01日 島根県安濃郡（佐比売村・朝山村・富山村の一部が大田市に編入、富山村の一部が簸川郡田儀村に編入）
- 1954年10月17日 山梨県西山梨郡（山城村・住吉村・朝井村・玉諸村・甲運村・能泉村・千代田村が甲府市に編入）
- 1955年01月15日 北海道歌棄郡（歌棄村が磯谷郡磯谷村、寿都郡寿都町・樽岸村の一部と合併して寿都郡寿都町に、熱郛村が寿都郡黒松内村・樽岸村の一部と合併して寿都郡三和村に）
- 1955年01月15日 福井県敦賀郡（東浦村・東郷村・中郷村・愛発村・粟野村が敦賀市に編入）
- 1955年04月01日 北海道太櫓郡（太櫓村が瀬棚郡東瀬棚町と合併して瀬棚郡北檜山町に）
- 1956年09月30日 北海道美国郡（美国町が積丹郡余別村・入舸村と合併して積丹郡積丹町に）
- 1956年09月30日 愛知県八名郡（山吉田村が南設楽郡鳳来町に編入）
- 1956年09月30日 三重県河芸郡・安濃郡（合併して安芸郡に）
- 1956年09月30日 京都府何鹿郡（佐賀村が綾部市・福知山市に編入）
- 1957年03月21日 山形県南村山郡（山元村が上山市に編入）
- 1957年08月01日 北海道根室郡（根室町・和田村が合併して根室市に）
- 1958年03月31日 奈良県南葛城郡（御所町・葛村・大正村・葛上村が合併して御所市に）
- 1958年04月01日 北海道忍路郡（塩谷村が小樽市に編入）
- 1958年04月01日 山形県南置賜郡（中津川村が西置賜郡飯豊町に編入）
- 1958年07月01日 兵庫県有馬郡（三田町が市制施行して三田市に）
- 1958年10月01日 大阪府中河内郡（柏原町が市制施行して柏原市に）
- 1958年11月03日 岩手県江刺郡（江刺町が市制施行して江刺市に）
- 1959年01月01日 奈良県宇智郡（南宇智村が五條市に編入）
- 1959年04月01日 北海道花咲郡（歯舞村が根室市に編入）
- 1959年04月01日 愛媛県新居郡（角野町が新居浜市に編入）
- 1959年09月30日 京都府南桑田郡（篠村が亀岡市に編入）

## 1960年 - 1988年（昭和35 - 63年）
- 1962年10月01日 栃木県足利郡（御厨町・坂西町が足利市に編入）
- 1963年04月01日 岐阜県稲葉郡（蘇原町・那加町・稲羽町・鵜沼町が合併して各務原市に）
- 1965年05月01日 福島県安積郡（安積町・日和田町・富久山町・熱海町・三穂田村・逢瀬村・片平村・喜久田村・湖南村が郡山市と合併して郡山市に）
- 1966年10月01日 福島県石城郡（四倉町・小川町・遠野町・川前村・三和村・好間村・田人村が平市・常磐市・磐城市・勿来市・内郷市、双葉郡久之浜町・大久村と合併していわき市に）
- 1967年01月01日 千葉県千葉郡（八千代町が市制施行して八千代市に）
- 1967年04月01日 兵庫県加西郡（北条町・加西町・泉町が合併して加西市に）
- 1967年10月01日 千葉県市原郡（南総町・加茂村が市原市に編入）
- 1968年10月01日 福島県信夫郡（吾妻町が福島市に編入）
- 1969年01月01日 静岡県安倍郡（大河内村・梅ヶ島村・玉川村・井川村・清沢村・大川村が静岡市に編入）
- 1969年04月01日 島根県周吉郡・穏地郡・海士郡・知夫郡（合併して隠岐郡に）
- 1970年08月01日 北海道幌別郡（登別町が市制施行して登別市に）
- 1970年11月01日 北海道千歳郡（恵庭町が市制施行して恵庭市に）
- 1970年11月03日 東京都北多摩郡（村山町が市制施行して武蔵村山市に）
- 1970年12月01日 愛知県東春日井郡（旭町が市制施行して尾張旭市に）
- 1970年12月01日 愛知県碧海郡（高浜町が市制施行して高浜市に、知立町が市制施行して知立市に）
- 1971年05月01日 岡山県上道郡（上道町が岡山市に編入）
- 1971年11月01日 東京都南多摩郡（多摩町が市制施行して多摩市に、稲城町が市制施行して稲城市に）
- 1971年11月03日 大阪府北河内郡（交野町が市制施行して交野市に）
- 1972年04月01日 鹿児島県囎唹郡（曽於郡に表記変更）
- 1973年03月20日 広島県安佐郡（安古市町・佐東町・高陽町が広島市に編入）
- 1975年03月01日 福岡県早良郡（早良町が福岡市に編入）
- 1979年02月01日 兵庫県印南郡（志方町が加古川市に編入）
- 1988年03月01日 宮城県名取郡（秋保町が仙台市に編入）

## 1989年 - 2004年（昭和64/平成元 - 16年）
- 1991年02月01日 熊本県飽託郡（北部町・河内町・飽田町・天明町が熊本市に編入）
- 1991年04月01日 千葉県君津郡（袖ヶ浦町が市制施行して袖ケ浦市に）
- 1996年09月01日 北海道札幌郡（広島町が市制施行して北広島市に）
- 1999年04月01日 兵庫県多紀郡（篠山町・西紀町・丹南町・今田町が合併して篠山市に）
- 2001年10月01日 滋賀県栗太郡（栗東町が市制施行して栗東市に）
- 2003年02月03日 広島県芦品郡（新市町が福山市に編入）
- 2003年04月01日 岐阜県山県郡（高富町・伊自良村・美山町が合併して山県市に）
- 2003年04月01日 香川県大川郡（引田町・白鳥町・大内町が合併して東かがわ市に）
- 2003年04月21日 山口県都濃郡（鹿野町が徳山市・新南陽市、熊毛郡熊毛町と合併して周南市に）
- 2004年03月01日 新潟県佐渡郡（相川町・金井町・佐和田町・畑野町・真野町・羽茂町・小木町・新穂村・赤泊村が両津市と合併して佐渡市に）
- 2004年03月01日 岐阜県郡上郡（八幡町・大和町・白鳥町・高鷲村・美並村・明宝村・和良村が合併して郡上市に）
- 2004年03月01日 岐阜県益田郡（萩原町・小坂町・下呂町・金山町・馬瀬村が合併して下呂市に）
- 2004年03月01日 広島県高田郡（吉田町・八千代町・美土里町・高宮町・甲田町・向原町が合併して安芸高田市に）
- 2004年03月01日 長崎県壱岐郡（郷ノ浦町・勝本町・芦辺町・石田町が合併して壱岐市に）
- 2004年03月01日 長崎県下県郡（厳原町・美津島町・豊玉町が上県郡上対馬町・上県町・峰町と合併して対馬市に）
- 2004年03月01日 長崎県上県郡（峰町・上県町・上対馬町が下県郡厳原町・美津島町・豊玉町と合併して対馬市に）
- 2004年04月01日 京都府中郡（峰山町・大宮町が竹野郡網野町・丹後町・弥栄町、熊野郡久美浜町と合併して京丹後市に）
- 2004年04月01日 京都府竹野郡（網野町・丹後町・弥栄町が熊野郡久美浜町、中郡峰山町・大宮町と合併して京丹後市に）
- 2004年04月01日 京都府熊野郡（久美浜町が中郡峰山町・大宮町、竹野郡網野町・丹後町・弥栄町と合併して京丹後市に）
- 2004年04月01日 兵庫県養父郡（八鹿町・養父町・大屋町・関宮町が合併して養父市に）
- 2004年04月01日 広島県双三郡（吉舎町・三良坂町・三和町・作木村・君田村・布野村が三次市、甲奴郡甲奴町と合併して三次市に）
- 2004年04月01日 愛媛県宇摩郡（土居町・新宮村が伊予三島市・川之江市と合併して四国中央市に）
- 2004年04月01日 愛媛県東宇和郡（明浜町・宇和町・野村町・城川町が西宇和郡三瓶町と合併して西予市に）
- 2004年10月01日 三重県志摩郡（浜島町・大王町・阿児町・志摩町・磯部町が合併して志摩市に）
- 2004年10月01日 滋賀県野洲郡（中主町・野洲町が合併して野洲市に）
- 2004年10月01日 滋賀県甲賀郡（石部町・甲西町が合併して湖南市に、水口町・土山町・甲賀町・甲南町・信楽町が合併して甲賀市に）

- 2004年10月01日 島根県能義郡（広瀬町・伯太町が安来市と合併して安来市に）
- 2004年10月01日 岡山県川上郡（成羽町・川上町・備中町が高梁市、上房郡有漢町と合併して高梁市に）
- 2004年10月01日 徳島県麻植郡（鴨島町・川島町・山川町・美郷村が合併して吉野川市に）
- 2004年11月01日 福島県北会津郡（北会津村が会津若松市に編入）
- 2004年11月01日 茨城県多賀郡（十王町が日立市に編入）
- 2004年11月01日 富山県東礪波郡（庄川町が砺波市と合併して砺波市に、城端町・平村・上平村・利賀村・井波町・井口村・福野町が西礪波郡福光町と合併して南砺市に）
- 2004年11月01日 三重県阿山郡（伊賀町・島ヶ原村・阿山町・大山田村が上野市、名賀郡青山町と合併して伊賀市に）
- 2004年11月01日 三重県名賀郡（青山町が上野市、阿山郡伊賀町・阿山町・大山田村・島ヶ原村と合併して伊賀市に）
- 2004年11月01日 兵庫県氷上郡（柏原町・氷上町・青垣町・春日町・山南町・市島町が合併して丹波市に）
- 2004年11月01日 鳥取県気高郡（気高町・鹿野町・青谷町が鳥取市に編入）
- 2004年11月01日 島根県美濃郡（美都町・匹見町が益田市に編入）
- 2004年11月01日 島根県大原郡（大東町・加茂町・木次町が飯石郡三刀屋町・掛合町・吉田村と合併して雲南市に）
- 2004年11月01日 岡山県邑久郡（牛窓町・邑久町・長船町が合併して瀬戸内市に）
- 2004年11月01日 愛媛県周桑郡（小松町・丹原町が西条市・東予市と合併して西条市に）

## 2005年（平成17年）
- 2005年01月01日 長野県更級郡（大岡村が長野市に編入）
- 2005年01月01日 三重県飯南郡（飯南町・飯高町が松阪市、一志郡嬉野町・三雲町と合併して松阪市に）
- 2005年01月01日 滋賀県高島郡（安曇川町・今津町・新旭町・高島町・マキノ町・朽木村が合併して高島市に）
- 2005年01月01日 愛媛県温泉郡（中島町が松山市に編入）
- 2005年01月01日 大分県北海部郡（佐賀関町が大分市に編入）
- 2005年01月11日 秋田県河辺郡（河辺町・雄和町が秋田市に編入）
- 2005年01月11日 三重県鈴鹿郡（関町が亀山市と合併して亀山市に）
- 2005年01月11日 兵庫県三原郡（緑町・西淡町・三原町・南淡町が合併して南あわじ市に）
- 2005年01月15日 熊本県宇土郡（三角町・不知火町が下益城郡松橋町・小川町・豊野町と合併して宇城市に）
- 2005年02月01日 岐阜県吉城郡（国府町・上宝村が高山市に編入）
- 2005年02月01日 広島県沼隈郡（沼隈町が福山市に編入）
- 2005年02月07日 岐阜県武儀郡（武儀町・武芸川町・洞戸村・上之保村・板取村が関市に編入）
- 2005年02月13日 岐阜県恵那郡（坂下町・川上村・加子母村・付知町・福岡町・蛭川村が中津川市に編入）
- 2005年02月13日 山口県豊浦郡（菊川町・豊田町・豊浦町・豊北町が下関市と合併して下関市に）
- 2005年02月28日 栃木県安蘇郡（葛生町・田沼町が佐野市と合併して佐野市に）
- 2005年03月01日 石川県鳳至郡・珠洲郡（合併して鳳珠郡に）
- 2005年03月01日 岡山県後月郡（芳井町が井原市に編入）
- 2005年03月01日 佐賀県小城郡（小城町・芦刈町・牛津町・三日月町が合併して小城市に）
- 2005年03月01日 長崎県北高来郡（飯盛町・小長井町・高来町・森山町が諫早市、西彼杵郡多良見町と合併して諫早市に）
- 2005年03月01日 大分県下毛郡（本耶馬渓町・耶馬溪町・山国町・三光村が中津市に編入）
- 2005年03月03日 大分県南海部郡（宇目町・蒲江町・上浦町・鶴見町・弥生町・直川村・本匠村・米水津村が佐伯市と合併して佐伯市に）
- 2005年03月19日 新潟県西頸城郡（能生町・青海町が糸魚川市と合併して糸魚川市に）
- 2005年03月20日 福岡県浮羽郡（浮羽町・吉井町が合併してうきは市に）
- 2005年03月22日 岡山県児島郡（灘崎町が岡山市に編入）
- 2005年03月22日 広島県賀茂郡（大和町が三原市、豊田郡本郷町、御調郡久井町と合併して三原市に）
- 2005年03月22日 山口県厚狭郡（山陽町が小野田市と合併して山陽小野田市に）
- 2005年03月22日 山口県大津郡（三隅町・日置町・油谷町が長門市と合併して長門市に）
- 2005年03月22日 大分県日田郡（前津江村・中津江村・上津江村・大山町・天瀬町が日田市に編入）
- 2005年03月28日 千葉県東葛飾郡（沼南町が柏市に編入）
- 2005年03月28日 岐阜県海津郡（平田町・南濃町・海津町が合併して海津市に）
- 2005年03月28日 広島県御調郡（御調町・向島町が尾道市に編入）
- 2005年03月28日 福岡県宗像郡（大島村が宗像市に編入）
- 2005年03月31日 岡山県阿哲郡（大佐町・神郷町・哲多町・哲西町が新見市と合併して新見市に）
- 2005年03月31日 岡山県上房郡（北房町が真庭郡勝山町・落合町・湯原町・久世町・美甘村・川上村・八束村・中和村と合併して真庭市に）
- 2005年03月31日 広島県甲奴郡（総領町が庄原市、比婆郡西城町・東城町・口和町・比和町・高野町と合併して庄原市に）
- 2005年03月31日 広島県比婆郡（西城町・東城町・口和町・高野町・比和町が庄原市、甲奴郡総領町と合併して庄原市に）
- 2005年03月31日 大分県宇佐郡（安心院町・院内町が宇佐市と合併して宇佐市に）
- 2005年03月31日 大分県大野郡（三重町・清川村・緒方町・朝地町・大野町・千歳村・犬飼町が合併して豊後大野市に）
- 2005年04月01日 宮城県栗原郡（一迫町・鶯沢町・金成町・栗駒町・志波姫町・瀬峰町・高清水町・築館町・若柳町・花山村が合併して栗原市に）
- 2005年04月01日 宮城県登米郡（石越町・東和町・豊里町・登米町・中田町・迫町・南方町・米山町が本吉郡津山町と合併して登米市に）
- 2005年04月01日 宮城県桃生郡（矢本町・鳴瀬町が合併して東松島市に、河北町・雄勝町・河南町・桃生町・北上町が石巻市、牡鹿郡牡鹿町と合併して石巻市に）
- 2005年04月01日 新潟県古志郡（山古志村が長岡市に編入）
- 2005年04月01日 新潟県東頸城郡（松代町・松之山町が十日町市、中魚沼郡川西町・中里村と合併して十日町市に）
- 2005年04月01日 新潟県中頸城郡（妙高高原町・妙高村が新井市に編入）
- 2005年04月01日 富山県上新川郡（大沢野町・大山町が富山市、婦負郡婦中町・八尾町・山田村・細入村と合併して富山市に）
- 2005年04月01日 富山県婦負郡（八尾町・婦中町・山田村・細入村が富山市、上新川郡大山町・大沢野町と合併して富山市に）
- 2005年04月01日 静岡県小笠郡（大須賀町・大東町が掛川市と合併して掛川市に）
- 2005年04月01日 愛知県葉栗郡（木曽川町が一宮市に編入）
- 2005年04月01日 愛知県中島郡（祖父江町・平和町が稲沢市に編入）
- 2005年04月01日 愛知県東加茂郡（足助町・下山村・旭町・稲武町が豊田市に編入）
- 2005年04月01日 兵庫県朝来郡（生野町・和田山町・山東町・朝来町が合併して朝来市に）
- 2005年04月01日 兵庫県城崎郡（城崎町・竹野町・日高町が豊岡市、出石郡出石町・但東町と合併して豊岡市に、香住町が美方郡村岡町・美方町と合併して美方郡香美町に）
- 2005年04月01日 兵庫県出石郡（出石町・但東町が豊岡市、城崎郡城崎町・竹野町・日高町と合併して豊岡市に）
- 2005年04月01日 奈良県添上郡（月ヶ瀬村が奈良市に編入）
- 2005年04月01日 徳島県阿波郡（阿波町・市場町が板野郡吉野町・土成町と合併して阿波市に）
- 2005年04月01日 大分県直入郡（荻町・久住町・直入町が竹田市と合併して竹田市に）
- 2005年07月01日 千葉県海上郡（飯岡町・海上町が旭市、香取郡干潟町と合併して旭市に）
- 2005年07月01日 静岡県引佐郡（引佐町・細江町・三ヶ日町が浜松市に編入）
- 2005年07月01日 静岡県磐田郡（佐久間町・水窪町・龍山村が浜松市に編入）
- 2005年08月01日 岡山県吉備郡（真備町が倉敷市に編入）
- 2005年09月02日 茨城県行方郡（麻生町・北浦町・玉造町が合併して行方市に）
- 2005年10月01日 北海道厚田郡（厚田村が石狩市に編入）
- 2005年10月01日 北海道浜益郡（浜益村が石狩市に編入）
- 2005年10月01日 秋田県平鹿郡（増田町・平鹿町・雄物川町・大森町・十文字町・山内村・大雄村が横手市と合併して横手市に）
- 2005年10月01日 秋田県由利郡（仁賀保町・金浦町・象潟町が合併してにかほ市に）
- 2005年10月01日 山形県西田川郡（温海町が鶴岡市、東田川郡藤島町・羽黒町・櫛引町・朝日村と合併して鶴岡市に）
- 2005年10月01日 茨城県真壁郡（真壁町・大和村が西茨城郡岩瀬町と合併して桜川市に）
- 2005年10月01日 石川県江沼郡（山中町が加賀市と合併して加賀市に）
- 2005年10月01日 長野県南安曇郡（豊科町・穂高町・三郷村・堀金村が東筑摩郡明科町と合併して安曇野市に）
- 2005年10月01日 愛知県南設楽郡（鳳来町・作手村が新城市と合併して新城市に）
- 2005年10月01日 愛知県渥美郡（渥美町が田原市に編入）
- 2005年10月01日 滋賀県坂田郡（近江町が米原市に編入）
- 2005年10月01日 島根県那賀郡（金城町・旭町・弥栄村・三隅町が浜田市と合併して浜田市に）
- 2005年10月01日 島根県邇摩郡（温泉津町・仁摩町が大田市と合併して大田市に）
- 2005年10月01日 山口県佐波郡（徳地町が山口市、吉敷郡秋穂町・阿知須町・小郡町と合併して山口市に）
- 2005年10月01日 山口県吉敷郡（秋穂町・小郡町・阿知須町が山口市、佐波郡徳地町と合併して山口市に）
- 2005年10月01日 大分県西国東郡（大田村が杵築市、速見郡山香町と合併して杵築市に）
- 2005年10月01日 大分県大分郡（湯布院町・庄内町・挾間町が合併して由布市に）
- 2005年10月11日 茨城県鹿島郡（旭村・鉾田町・大洋村が合併して鉾田市に）
- 2005年10月24日 兵庫県美嚢郡（吉川町が三木市に編入）
- 2005年11月01日 山梨県東山梨郡（勝沼町・大和村が塩山市と合併して甲州市に）
- 2005年11月01日 富山県射水郡（小杉町・大門町・大島町・下村が新湊市と合併して射水市に）
- 2005年11月01日 富山県西礪波郡（福岡町が高岡市と合併して高岡市に）
- 2005年11月03日 広島県佐伯郡（大野町・宮島町が廿日市市に編入）
- 2005年11月07日 福井県大野郡（和泉村が大野市に編入）
- 2005年11月07日 鹿児島県日置郡（金峰町が加世田市、川辺郡笠沙町・大浦町・坊津町と合併して南さつま市に）

## 2006年（平成18年）以降
- 2006年01月01日 岩手県稗貫郡（大迫町・石鳥谷町が花巻市、和賀郡東和町と合併して花巻市に）
- 2006年01月01日 新潟県中蒲原郡（村松町が五泉市と合併して五泉市に）
- 2006年01月01日 三重県安芸郡（河芸町・芸濃町・安濃町・美里村が津市・久居市、一志郡香良洲町・一志町・白山町・美杉村と合併して津市に）
- 2006年01月01日 三重県一志郡（一志町・香良洲町・白山町・美杉村が津市・久居市、安芸郡河芸町・芸濃町・美里村・安濃町と合併して津市に）
- 2006年01月01日 滋賀県神崎郡（能登川町が東近江市に編入）
- 2006年01月01日 京都府天田郡（三和町・夜久野町が福知山市に編入）
- 2006年01月01日 京都府加佐郡（大江町が福知山市に編入）
- 2006年01月01日 京都府北桑田郡（美山町が船井郡園部町・八木町・日吉町と合併して南丹市に）
- 2006年01月01日 香川県三豊郡（高瀬町・山本町・三野町・豊中町・詫間町・仁尾町・財田町が合併して三豊市に）
- 2006年01月23日 岐阜県土岐郡（笠原町が多治見市に編入）
- 2006年02月01日 福井県足羽郡（美山町が福井市に編入）
- 2006年02月11日 兵庫県津名郡（五色町が洲本市と合併して洲本市に）
- 2006年03月01日 広島県深安郡（神辺町が福山市に編入）
- 2006年03月01日 高知県香美郡（土佐山田町・香北町・物部村が合併して香美市に、赤岡町・香我美町・野市町・夜須町・吉川村が合併して香南市に）
- 2006年03月03日 福井県遠敷郡（名田庄村が大飯郡大飯町と合併して大飯郡おおい町に）
- 2006年03月15日 山梨県北巨摩郡（小淵沢町が北杜市に編入）
- 2006年03月18日 群馬県碓氷郡（松井田町が安中市と合併して安中市に）
- 2006年03月19日 茨城県西茨城郡（友部町・岩間町が笠間市と合併して笠間市に）
- 2006年03月20日 福井県坂井郡（坂井町・三国町・丸岡町・春江町が合併して坂井市に）
- 2006年03月20日 滋賀県滋賀郡（志賀町が大津市に編入）
- 2006年03月20日 兵庫県加東郡（社町・滝野町・東条町が合併して加東市に）
- 2006年03月27日 茨城県新治郡（玉里村が東茨城郡小川町・美野里町と合併して小美玉市に）
- 2006年03月27日 茨城県筑波郡（伊奈町・谷和原村が合併してつくばみらい市に）
- 2006年03月27日 群馬県新田郡（笠懸町が山田郡大間々町、勢多郡東村と合併してみどり市に）
- 2006年03月27日 群馬県山田郡（大間々町が新田郡笠懸町、勢多郡東村と合併してみどり市に）
- 2006年03月27日 千葉県匝瑳郡（光町が山武郡横芝町と合併して山武郡横芝光町に）
- 2006年03月27日 兵庫県宍粟郡（安富町が姫路市に編入）
- 2006年03月27日 兵庫県飾磨郡（家島町・夢前町が姫路市に編入）
- 2006年03月31日 北海道静内郡・三石郡（合併して日高郡に）
- 2006年03月31日 宮城県志田郡（三本木町・松山町・鹿島台町が古川市、玉造郡岩出山町・鳴子町、遠田郡田尻町と合併して大崎市に）
- 2006年03月31日 宮城県玉造郡（岩出山町・鳴子町が古川市、志田郡鹿島台町・三本木町・松山町、遠田郡田尻町と合併して大崎市に）
- 2006年03月31日 長崎県南高来郡（加津佐町・口之津町・南有馬町・北有馬町・西有家町・有家町・布津町・深江町が合併して南島原市に）
- 2006年04月01日 和歌山県那賀郡（岩出町が市制施行して岩出市に）
- 2006年08月01日 山梨県東八代郡（芦川村が笛吹市に編入）
- 2006年10月01日 群馬県群馬郡（榛名町が高崎市に編入）
- 2007年01月22日 岡山県御津郡（建部町が岡山市に編入）
- 2007年01月22日 岡山県赤磐郡（瀬戸町が岡山市に編入）
- 2007年01月29日 福岡県山門郡（瀬高町・山川町が三池郡高田町と合併してみやま市に）
- 2007年01月29日 福岡県三池郡（高田町が山門郡瀬高町・山川町と合併してみやま市に）
- 2007年03月11日 神奈川県津久井郡（城山町・藤野町が相模原市に編入）
- 2007年10月01日 佐賀県佐賀郡（川副町・久保田町・東与賀町が佐賀市に編入）
- 2007年12月01日 鹿児島県川辺郡（川辺町・知覧町が揖宿郡頴娃町と合併して南九州市に）
- 2007年12月01日 鹿児島県揖宿郡（頴娃町が川辺郡知覧町・川辺町と合併して南九州市に）
- 2008年03月21日 山口県美祢郡（美東町・秋芳町が美祢市と合併して美祢市に）
- 2008年11月01日 静岡県庵原郡（由比町が静岡市に編入、富士川町が富士市に編入）
- 2008年11月01日 鹿児島県伊佐郡（菱刈町が大口市と合併して伊佐市に）
- 2009年01月01日 静岡県志太郡（岡部町が藤枝市に編入）
- 2009年03月30日 宮崎県南那珂郡（北郷町・南郷町が日南市と合併して日南市に）
- 2009年05月05日 群馬県勢多郡（富士見村が前橋市に編入）
- 2010年01月01日 滋賀県東浅井郡（虎姫町・湖北町が長浜市に編入）
- 2010年01月01日 滋賀県伊香郡（高月町・木之本町・余呉町・西浅井町が長浜市に編入）
- 2010年01月01日 福岡県糸島郡（二丈町・志摩町が前原市と合併して糸島市に）
- 2010年01月04日 愛知県西加茂郡（三好町が市制施行してみよし市に）
- 2010年02月01日 愛知県宝飯郡（小坂井町が豊川市に編入）
- 2010年03月23日 埼玉県北埼玉郡（騎西町・北川辺町・大利根町が加須市と合併して加須市に）
- 2010年03月23日 静岡県富士郡（芝川町が富士宮市に編入）
- 2010年03月23日 静岡県浜名郡（新居町が湖西市に編入）
- 2010年03月23日 熊本県鹿本郡（植木町が熊本市に編入）
- 2010年03月23日 宮崎県宮崎郡（清武町が宮崎市に編入）
- 2010年03月31日 新潟県北魚沼郡（川口町が長岡市に編入）
- 2011年04月01日 愛知県幡豆郡（一色町・吉良町・幡豆町が西尾市に編入）
- 2011年08月01日 島根県八束郡（東出雲町が松江市に編入）
- 2011年09月26日 岩手県東磐井郡（藤沢町が一関市に編入）
- 2011年10月01日 栃木県上都賀郡（西方町が栃木市に編入）
- 2011年10月01日 島根県簸川郡（斐川町が出雲市に編入）
- 2011年11月11日 石川県石川郡（野々市町が市制施行して野々市市に）
- 2018年10月01日 福岡県筑紫郡（那珂川町が市制施行して那珂川市に）